# Seyi Olajengbesi
Seyi Olajengbesi (ur. 17 listopada 1980 w Ibadanie) – nigeryjski piłkarz występujący na pozycji obrońcy. Od 2013 jest zawodnikiem niemieckiego SV Sandhausen.

## Kariera klubowa
Olajengbesi karierę rozpoczynał w Shooting Stars. W 1996 roku dotarł z tym klubem do finały Ligi Mistrzów, jednak uległ tam z nim po rzutach karnych egipskiemu Zamalekowi. W 1997 roku odszedł do Plateau United. W 1999 roku zdobył z nim Puchar Nigerii. W 2000 roku jego klub występował w Pucharze Zdobywców Pucharów, który zakończył na pierwszej rundzie. W 2001 roku Olajengbesi przeszedł do klubu Julius Berger. W tym samym roku grał z nim w Lidze Mistrzów (faza grupowa), a w 2003 dotarł z nim do finału Pucharu Zdobywców Pucharów (porażka z Étoile Sportive du Sahel).
W styczniu 2004 roku podpisał kontrakt z niemieckim SC Freiburgiem. W Bundeslidze zadebiutował 6 marca 2004 w przegranym 0:3 meczu z FC Schalke 04. W sezonie 2004/2005 zajął z klubem osiemnaste miejsce w lidze i spadł z nim do drugiej ligi. 1 kwietnia 2007 w wygranym 2:0 ligowym pojedynku z Eintrachtem Brunszwik strzelił pierwszego gola w ligowej karierze. We Freiburgu Olajengbesi spędził 4,5 roku. W sumie rozegrał tam 62 spotkania i zdobył jedną bramkę.
W styczniu 2008 odszedł do innego drugoligowca - Alemannii Akwizgran. Pierwszy występ w jej barwach zanotował 4 lutego 2008 w wygranym 3:2 meczu z FC Carl Zeiss Jena. W 2013 przeszedł do SV Sandhausen.

## Kariera reprezentacyjna
W reprezentacji Nigerii Olajengbesi zadebiutował w 2002 roku. Do 2004 roku rozegrał w niej 7 spotkań. Od tego czasu znajduje się poza kadrą Nigerii.